# Museo diocesano (Senigallia)
Il Museo diocesano di Senigallia è un museo di arte sacra presso le sale dell'episcopio (di fianco al duomo), ed è costituito da una pinacoteca e da una raccolta di oggetti liturgici.

## Storia
Durante il periodo del secondo conflitto mondiale, dalle chiese della diocesi pervennero molte opere comprese in un arco di tempo tra il XVI e il XIX secolo. L'intenzione era di allestire un museo diocesano presso le sale dell'Episcopio ma, a causa della guerra, vennero conservate in alcuni locali del convento dei Servi di Maria. Negli anni sessanta i quadri vennero ripresi; ci si accorse allora che a causa dell'umidità erano in cattivo stato e furono perciò restaurati, ma un po' troppo frettolosamente, tanto che alcune ridipinture oggi non permettono di datare le opere e di conoscerne l'autore. Sorse inoltre un ulteriore problema: anche l'Episcopio urgeva di un restauro. Tutto il materiale fu allora sistemato in alcune sale visitabili del Museo Pio IX, ma il restauro dell'Episcopio cominciò molto dopo, tanto che si prolunga ancora oggi.

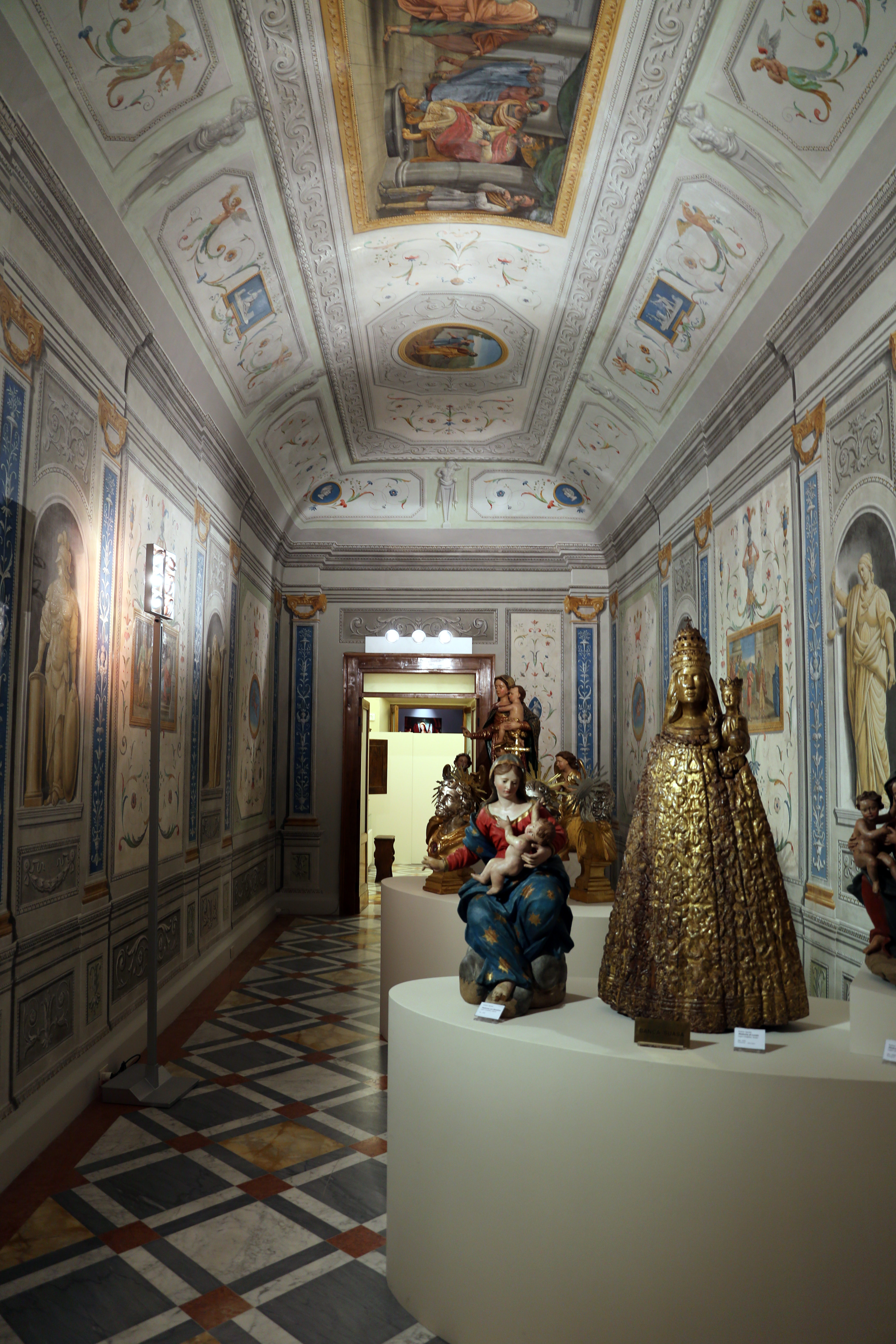
Interno della pinacoteca

## Opere
L'opera più importante del Museo è la Madonna del Rosario, grande dipinto (1596-1599) di Federico Barocci, ma sono da vedere anche le opere di Ercole Ramazzani, Giovanni Anastasi e di vari artisti veneti, romani, emiliani e marchigiani. Dal 2016 al 2024 ha temporaneamente custodito, a causa del cattivo stato in cui versava la Chiesa di Santa Maria delle Grazie di Senigallia (ora restaurata e riaperta al pubblico), la pala d'altare intitolata Madonna in trono con Bambino e santi, pittura del pievese Pietro Vannucci detto Perugino.

### Dipinti del XVI secolo

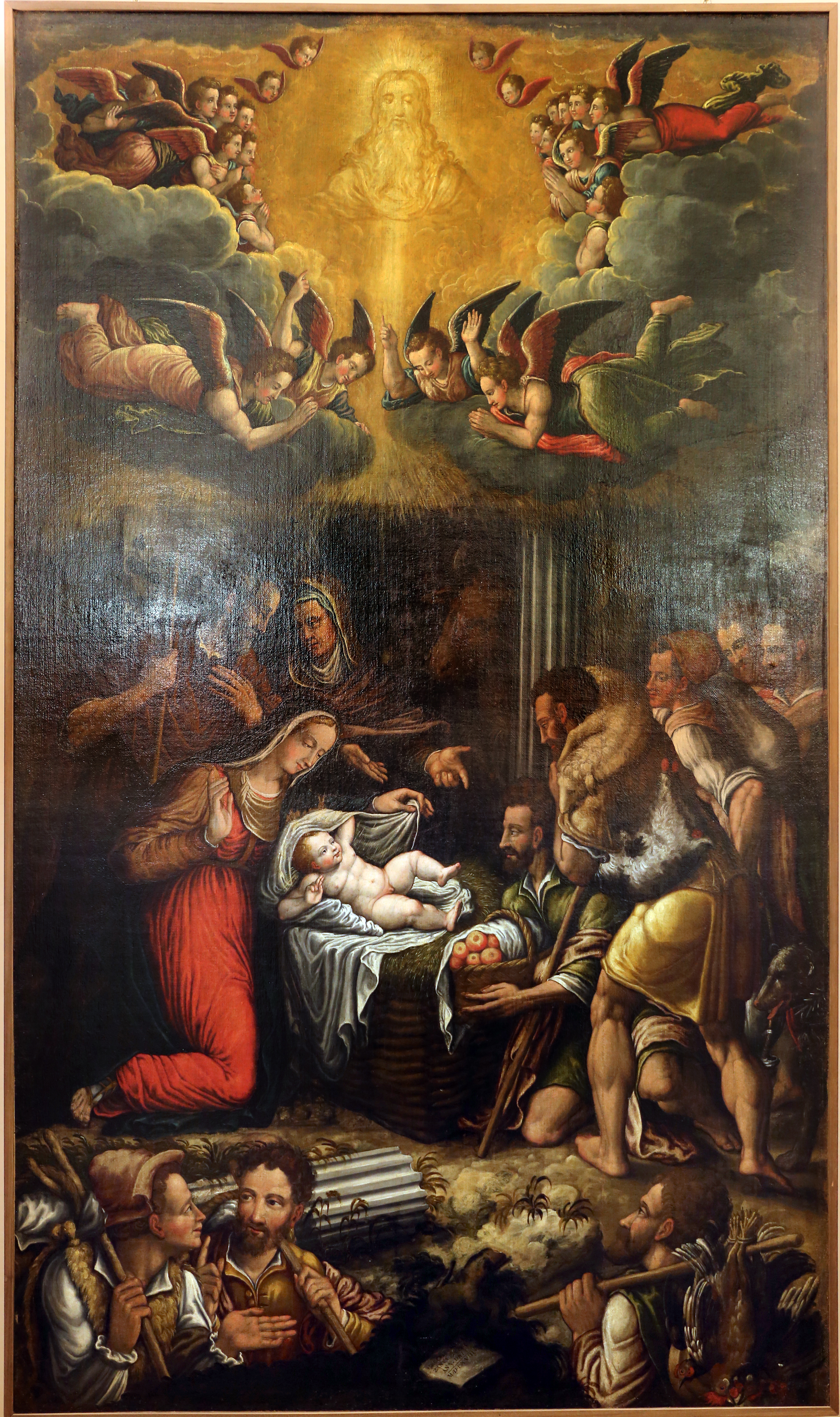
Adorazione dei pastori, Ercole Ramazzani

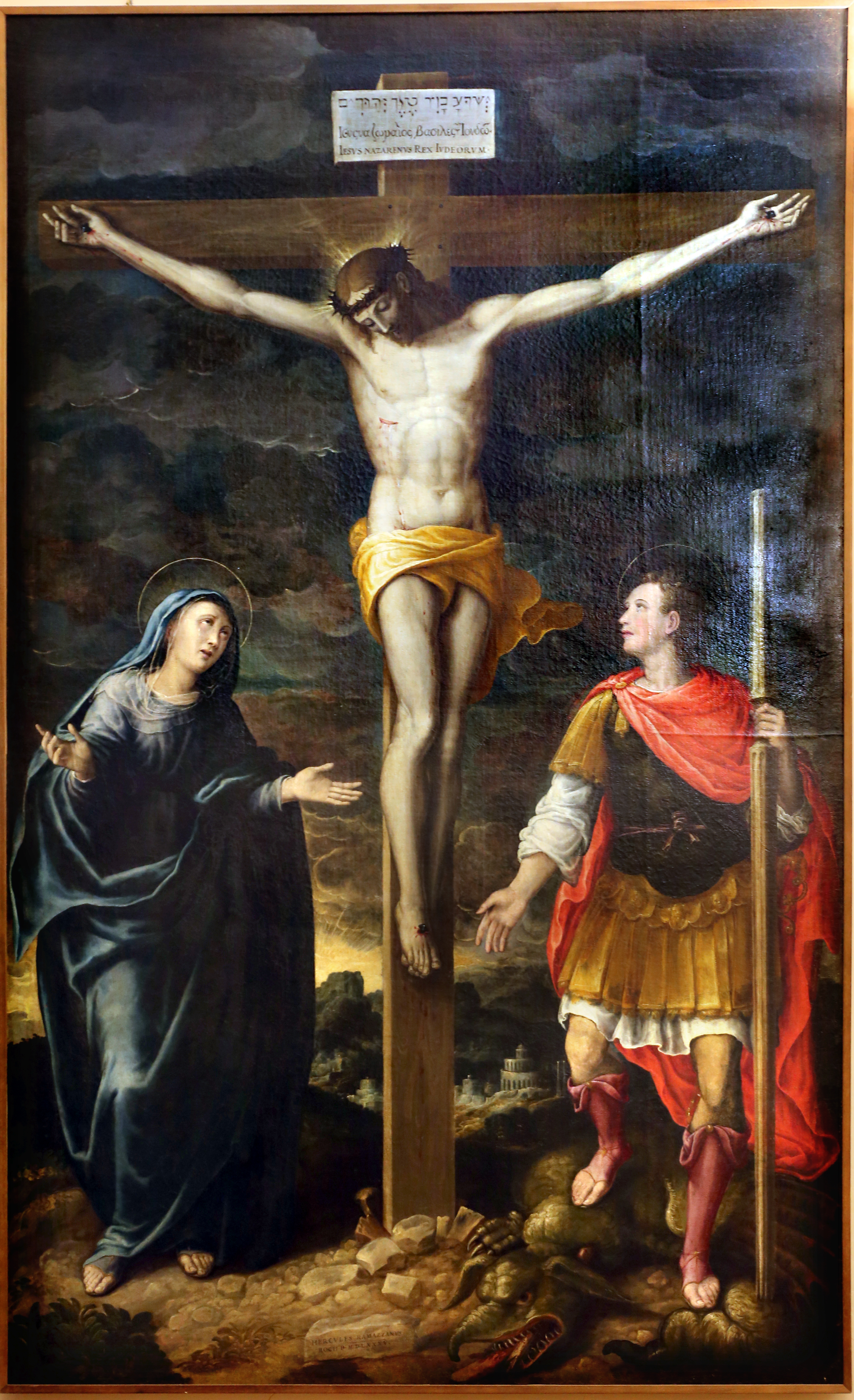
Crocifissione, Ercole Ramazzani

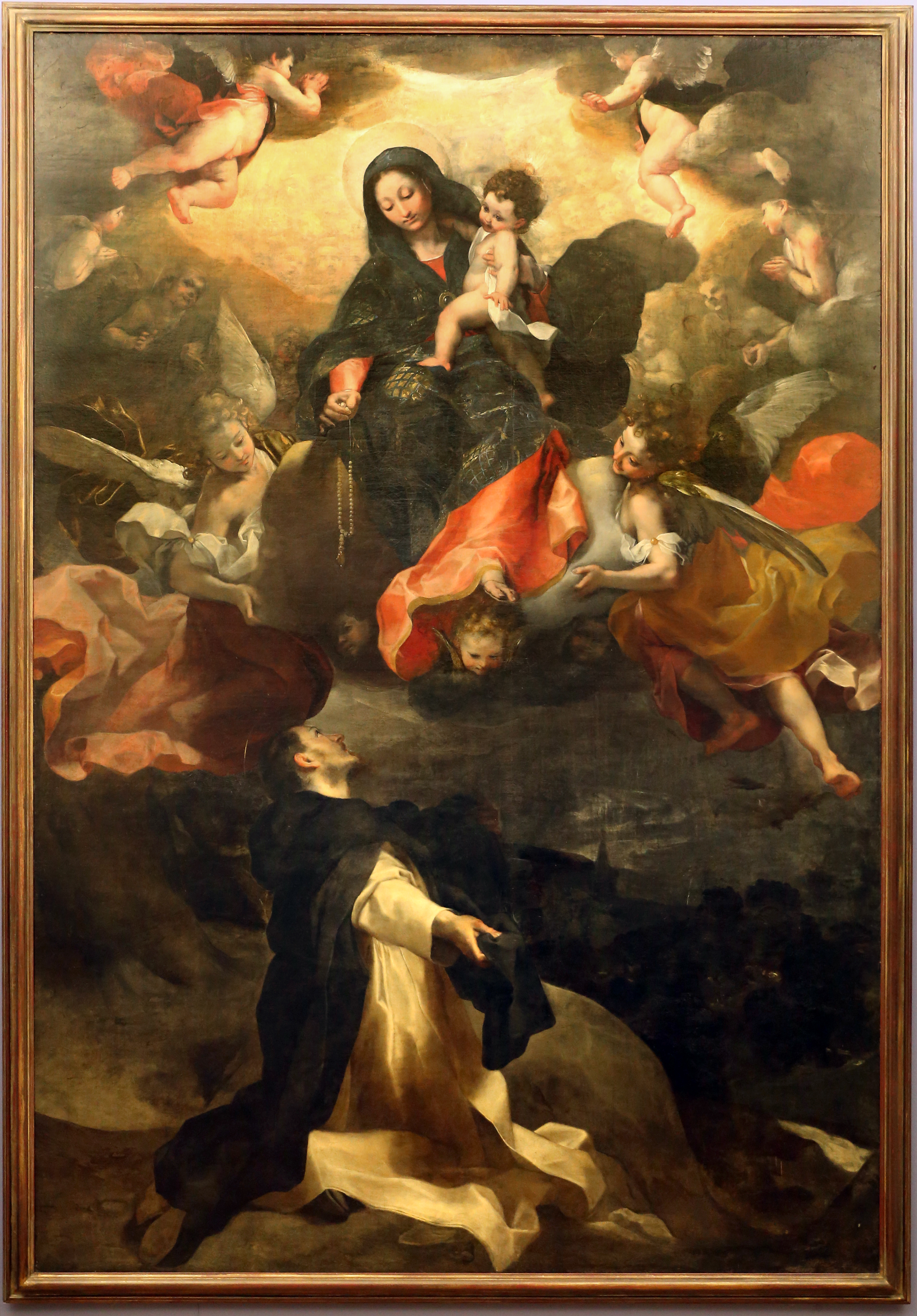
Madonna del Rosario, Federico Barocci

- Adorazione dei pastori (Ercole Ramazzani, 1568)
- Crocifissione (Ercole Ramazzani, 1585)
- Madonna del Rosario (Federico Barocci, 1596-1599)
- Testa di giovane (attr. a Federico Barocci, fine XVI sec.)
- Sacra Famiglia e sant'Anna (scuola ferrarese, metà XVI sec.)
- Nozze mistiche di santa Caterina (scuola romagnola, XVI sec.)
- Presentazione di Gesù al Tempio (ignoto, XVI sec.)
- Madonna adorante il Bambino e san Giovannino (scuola veneta, seconda metà XVI sec.)
- Madonna col Bambino e i santi Pietro e Paolo (ignoto, XVI sec.)

### Dipinti del XVI-XVII secolo
- Cristo e la samaritana (scuola veneta?, XVI-XVII sec.)
- Cristo e la samaritana (scuola veneta, XVI-XVII sec.)
- Madonna di Loreto (scuola emiliana?, XVI-XVII sec.)
- Ritratto di papa Clemente VIII Aldobrandini (Cavalier d'Arpino, 1598 ca.)
- Madonna col Bambino e sante martiri (ignoto bizantino, XVI-XVII sec.)
- copia dalla Sacra Famiglia di Raffaello (ignoto, XVI-XVII sec.)

### Dipinti del XVII secolo
- Battesimo di Cristo (Andrea Lilli, inizi XVII sec.)
- Madonna col Bambino e santi (Giovanni Andrea Donducci "il Mastelletta", 1613-1616)
- Lot e le figlie (attr. a Claudio Ridolfi, dopo 1621)
- Adorazione dei Magi (Cesare Maggeri?, XVII sec.)
- Sacra Famiglia e santi (ignoto, XVII sec.)
- Mosè salvato dalle acque (scuola veneta, XVII sec.)
- Circoncisione (ignoto, XVII sec.)
- San Giovannino (ignoto, XVII sec.)
- Madonna col Bambino e sant'Aldebrando (attr. a Camilla Guerrieri, XVII sec.)
- Ecce Homo (ignoto, XVII sec.)
- San Michele (ignoto, fine XVII sec.)
- Crocifissione e santi (Giovanni Anastasi, fine XVII sec.)
- Immacolata Concezione (ignoto, fine XVII sec.)
- Miracolo di sant'Antonio Abate (Giovanni Anastasi, fine XVII sec.)
- Predica di sant'Antonio Abate (Giovanni Anastasi, XVII sec.)

### Dipinti del XVII-XVIII secolo
- San Luigi Gonzaga (ignoto, XVII-XVIII sec.)
- Testa di apostolo o del Battista (scuola dei Carracci?, XVII-XVIII sec.)
- Angeli (ignoto, XVII-XVIII sec.)
- San Francesco (ignoto, XVII-XVIII sec.)
- Il bagno di Diana (ignoto, XVII-XVIII sec.)

### Dipinti del XVIII secolo
- Assunzione di Maria (Felice Torelli, 1713-1717)
- Natività di Maria (Francesco Monti, inizi XVIII sec.)
- Allegoria dell'Innocenza (scuola romana, prima metà XVIII sec.)
- copia dal Ritratto di Francesco Arsilli di Sebastiano del Piombo (ignoto, XVIII sec.)
- Ritratto di Benedetto XIV (ignoto, metà XVIII sec.)
- Ritratto di prelato (Giuseppe Ceccarini, 1784)
- Ritratto di prelato (Giuseppe Ceccarini, 1790)
- Trinità (attr. a Gaspare Diziani, 1751 circa)
- Annunciazione (attr. a Pompeo Batoni, XVIII sec.)
- Ritratto di Anna Maria Rinalducci (ignoto, metà XVIII sec.)
- Ritratto di Vincenzo Arsilli (ignoto, metà XVIII sec.)
- Sacra Famiglia (scuola marchigiana?, XVIII sec.)
- Cristo nel Getsemani (ignoto, XVIII sec.?)
- Miracolo di sant'Antonio da Padova (ignoto, XVIII sec.)
- Allegoria della pace tra Venezia e l'Austria (ignoto, metà XVIII sec.)
- San Paolino da Nola (ignoto, XVIII sec.)
- pala bifronte (ignoto, inizi XVIII - fine XVIII sec.)
- Ritratto di re Giorgio III (Thomas Lawrence, fine XVIII sec.)
- Presentazione di Maria al Tempio (attr. scuola bolognese, XVIII sec.?)
- copia dallo Sposalizio della Vergine del Guercino (ignoto, XVIII sec.)
- Madonna col bambino e Sant'Antonio da Padova (Luigi Lanci, 1790)

### Ritratti dei Conti Augusti
- Conte Alessandro Augusti (Carlo Casalini, 1695)
- Contessa Isabella Rinalducci Augusti (Carlo Casalini, 1695)
- Contessa Innocenza Augusti (Lucia Casalini Torelli, 1712)
- Conte Agostino Augusti (Lucia Casalini Torelli, 1725)
- Conte Gabriele Augusti (Lucia Casalini Torelli, 1725)
- Conte Sigismondo Augusti (Lucia Casalini Torelli, 1725)
- Contessa Vittoria Malvezzi Augusti (Lucia Casalini Torelli, 1739)
- Prelato Antonio Augusti (Lucia Casalini Torelli, 1724)
- Contessa Anna Gabrielli Augusti (Giuseppe Peroni, dopo 1738)

### Dipinti del XIX secolo
- Santi Crispino e Crispiniano (Giuseppe Baviera, XIX sec.)
- Ritratto di prelato (ignoto, inizi XIX sec.)
- Ritratto del Cardinal Gabrielli (Camillo Brandi, inizi XIX sec.)
- Sant'Anna che educa la Vergine bambina (attr. Friedick Overbeck, XIX sec.)
- Conte Giuseppe Mastai (Francesco Podesti, XIX sec.)
- Madonna col Bambino (Jules Claude Ziegler, 1841)
- Conte Luigi Mastai Ferretti (Cirpiano Cei, XIX sec.)
- Contessa Vittoria Augusti con i due figli (ignoto, XIX sec.)
- Cardinal Domenico Lucciardi (Vincenzo Podesti, XIX sec.)
- Contessa Caterina Solazzi Mastai (Pio Mastai Ferretti, fine XIX sec.)
- Andrea Mastai Ferretti (ignoto, inizi XIX sec.)
- Madonna di stile bizantino (ignoto, XIX sec.)
- Conte Augusti bambino (ignoto, 1843 circa)
- Incoronazione della Vergine (Teresa del Drago Massimo, XIX sec.)
- copia dalla Sacra Famiglia e santi di Bonifacio Veronese (ignoto, XIX sec.)
- Marina (ignoto, XIX sec.)

### Dipinti totalmente ridipinti
- Madonna col Bambino e i santi Francesco e Caterina (attr. a Domenico Fetti, XVII sec.)
- copia dalla Natività di bottega di Francesco Bassano il Giovane (ignoto, XVII sec.)
- Sacra Famiglia e sant'Antonio Abate (ignoto, XVII sec.?)
- Santa Caterina d'Alessandria (ignoto, XVII sec.?)
- Paesaggio con figure (scuola veneta?, XVIII sec.)
- Prospettiva con putti (ignoto, XVIII sec.)
- Conte Ercole Mastai Ferretti (ignoto, XVIII sec.)
- Contessa Caterina Guglielmi Balleani (ignoto, XVIII sec.)
- Madonna Addolorata (ignoto, senza data)
- copia parziale dalla Madonna del Rosario di Federico Barocci (ignoto, senza data)
- Transito di san Giuseppe (Giuseppe Ceccarini?, senza data)
- Ritratto di Anna Walpurg regina delle Due Sicilie (ignoto, XVIII sec.?)
- Ritratto di Don Carlos re delle Due Sicilie (ignoto, XVIII sec.?)
- Ritratto di prelato (ignoto, XVIII sec.?)
- Ritratto del Cardinal Guglielmi (ignoto, XVIII-XIX sec.?)
- Ritratto di ignoto (ignoto, XVIII sec.?)
- Burrasca di mare (Pietro Molier detto Tempesta?, XVII sec.?)